# Signed, Sealed, Delivered I'm Yours
Signed, Sealed, Delivered I'm Yours è un singolo del cantautore statunitense Stevie Wonder, pubblicato nel 1970 come estratto dall'album Signed Sealed & Delivered.

## Descrizione
Il singolo è la prima canzone prodotta interamente da Wonder, oltre che la prima canzone ad essere supportata dal coro femminile delle Wonderlove. Inoltre è il primo brano a procurare al cantante una nomination ai Grammy awards, anche se poi il premio andò a Clarence Carter.

## Tracce
1. Signed, Sealed, Delivered I'm Yours
2. I'm More Than Happy (I'm Satisfied)

## Classifiche
| Classifica (1970)      | Posizione più alta |
| ---------------------- | ------------------ |
| U.S. Billboard Hot 100 | 3                  |
| U.S. R&B Chart         | 1                  |
| Regno Unito            | 15                 |

## Cover (parziale)
- Nel 1977 Peter Frampton incide una cover della title track nel singolo Signed, Sealed, Delivered.
- Nel 1982 il gruppo statunitense Boys Town Gang ne incidono una cover discomusic nel singolo Signed, Sealed, Delivered (I'm Yours).
- Nel 1988 una cover soul viene incisa da Ruby Turner nel singolo Signed, Sealed, Delivered (I'm Yours).
- Sempre nel 1988 un'altra cover viene registrata dal gruppo fittizio The California Rainsins nel singolo Signed, Sealed, Delivered I'm Yours (I'm Yours).
- Nel 2008 una cover viene incisa da Osaka Monaurail nel singolo Signed, Sealed, Delivered I'm Yours.
- Nel 2003 il gruppo Blue ne ha inciso la cover, pubblicata nel singolo Signed, Sealed, Derivered I'm Yours, con la collaborazione dello stesso Wonder e di Angie Stone.